# 和州吉野郡群山記
和州吉野郡群山記（わしゅうよしのぐんぐんざんき、以下、群山記と略記する）は、江戸時代後期紀州藩の本草学者・博物学者、源伴存が著した地誌・博物誌。全8巻構成で、最後の2巻は特に和州吉野郡物産志と題されている。ここで言う「物産」とは人工の産物のことではなく、動植物や鉱物など吉野山中の自然に産するものを指し、したがって吉野の自然の博物誌となっている。
写本の吉野郡名山図志、和州吉野郡名山図志、吉野群山記といった題によっても知られるが、伴存自身が書名として採ったのは和州吉野郡群山記である。また、それら写本は内容の異同や書誌学的な誤りを含んでいるため、注意を要する（後述）。

## 解題
源伴存は寛政4年（1792年）、現在の和歌山市に下級藩士の子として生まれた。若いときから学問に長じ、本居大平に国学と歌学を、藩の本草家で、小野蘭山の高弟であった小原桃洞に本草学を学んだ。時の藩主・治寶に学識を認められ、藩医や、紀の川河畔にあった藩の薬草園管理をつとめる傍ら、藩命を受けて紀州一円と、さらに大和国、河内国、和泉国といった畿内近国に調査に赴き、その結果を25部以上・約290巻に及ぶ著作にまとめた。藩命にもとづく調査とは、すなわち資源開発のための調査であるが、これらの著作に示されているのは博物学的関心による地方動植物志である。
伴存の著作の特徴となるのは、ある地域を限定し、自ら調査することを通じて、その地域の地誌を明らかにしようとした点にある。その手法は、調査記録として、科学的に優れた写生図を描くことに加えて、標本を作成することにより調査結果に裏づけを与える分類学的手法、および、広範な文献を渉猟することにより、自らの調査結果に考証を施す文献学的手法によって特徴付けられ、吉野山中における調査の成果を収めた本書もまたそうした特徴を示している（後述）。こうした伴存の著作の特徴は、早くは文政5年（1822年）に北越に赴いた際の調査をもとに著された「白山草木志」および「白山の記」においても既に見られたが、群山記に比肩するものではなく、伴存の業績のひとつの頂点を示すものである。
群山記において記述対象となっているのは、吉野地方、すなわち、大峯山、大台ヶ原山、十津川や北山川流域の地理や民俗から、自然誌にまで及んでおり、その記述を通じて吉野地方の地誌を総合的に明らかにしている。そのようにしてまとめられた内容は正確かつ精密と評価されているだけでなく、伴存により採集された標本は、紀伊山地の植物誌研究にとって重要な資料となりうるものと考えられている。こうした伴存の業績は、小野蘭山から伴存の師の小原桃洞を介してつながる本草学から博物学への展開の系譜との深い結びつきを示している。

## 成立史
群山記の成立年代は定かではないが、最も新しい記事が弘化3年（1847年）12月付の十津川でのものであることや、伴存から門弟の堀田龍之介にあてた弘化4年（1847年）12月27日付の書簡で群山記の構成を伝えていることから、弘化4年頃のことであると見られる。伴存は、文政5年（1822年）に加賀国白山に赴き、『白山之記』および『白山草木志』（上下巻）を著しているが、これらの著作が群山記と構想や構成を同じくすることから、いわば白山は試行であったと考えられている。
本書執筆のための調査は文政年間（1818年～1829年）にはじまったことが伴存自身の記述から分かっている。群山記に先立って、伴存は天保6年（1835年）から7年（1836年）にかけての植物調査を『金嶽草木志（きんがくそうもくし）』という著作にまとめているが、その後も吉野山中への踏査は続けられ、弘化年間まで足掛け20年に及んだ。
伴存が和歌山から吉野に向かった経路は、群山記巻六に収められた「十津川荘記」から知ることができる。いずれも里程を示しつつ詳細に説明されており、以下のようなルートを辿り、洞川（奈良県吉野郡天川村）など十津川沿いの地域を主要な拠点とし、山岳事情に通じた地元猟師などを案内人として用いた。
- 和歌山からは紀ノ川沿いに伊勢街道を遡上し、橋本から天辻峠越えで高野街道へ
- 五條から西熊野街道（今日の国道168号）沿いに十津川荘
- 和歌山から高野山・野迫川・洞川を経て山上ヶ岳
- 中辺路から十津川荘
- 伊勢街道から吉野を経て大峰奥駈道

調査行は容易ではなく、露営を重ね、ときには草木につかまって疾風に耐えるようなこともあった（『群山記』第4巻）。また、1895年（明治28年）に吉野を訪れた白井光太郎は、前鬼（奈良県吉野郡下北山村）の老僧から伴存のことを伝え聞いている。老僧は伴存を「体躯肥大の人にて、両刀を帯び居たり」と述べており、これらから、頑健な身体と強靭な精神を以って研究に邁進した博物学者の姿が今日に伝わってくる。

## 構成
全巻の目録によれば7巻となっているが、7巻目の和州吉野郡物産志が上下2巻からなるため、実質的には8巻構成である。
草木志を著した江戸時代の本草学者はひとり伴存のみではない。しかしながら、一つの地域を特定し、その地域内の植物だけでなく動物、さらには鉱物まで含めて、地域の自然の全体的な特色の把握を試みた例は、伴存の他に見られず、加えて調査対象地の詳細な地誌まで著しているのは伴存の特色である。
前述のように、本書の数々の挿絵は、本書を特徴付けるものである。動植物図は、動植物の特徴をよくつかんだ科学的にも優れたもので、絵画としての趣もそなえており、本書の価値を高めている。山岳図は、限られた紙の上に雄大な山容を再現するために、様々な画法を用いて工夫がなされているだけでなく、科学性をも兼ね備えている点で、他に類例のないものとして特筆すべきものである。その技法の中には、鳥瞰図や、山並みを圧縮する、重要部分を強調する、縦横に赤線で方眼を記入し方位距離を示すといったものがあり、高い効果を挙げている。
さらに、伴存はただ自らの調査結果に頼るのではなく、多くの文献を参照して客観性を与えている。最初の6巻で引用された文献のみでも80種をかぞえ、主なものには『日本輿地通志』、『和州巡覧記』、『和州旧蹟記』がある。群山記の執筆年代と推定される時期には、伴存は50歳代に達そうとしており、しかも群山記のみに専念していたわけでもなかった。しかし、『白山記』と群山記を比較してみるとき、伴存の学問が円熟期を迎えていたことをうかがい知ることができる。

### 和州吉野郡群山記
群山記の巻一から巻六までは、伴存自身が書簡の中で風土志と呼んでいるように、吉野群山の地誌である。記述内容は地理・地質といった山岳地誌のみにとどまらず、当地の習俗にまで及び文化人類学的な側面も備えている。

### 和州吉野郡物産志
巻七から巻八までは特に「和州吉野郡物産志」と題されている。題の物産とは、天然に産するものの意で、人工の生産物を指すものではない。記載対象は、薬草、菌類、草木、昆虫、魚、鳥獣など動植物のほかに鉱物も一部含んでいる。
伴存は物産志において、個々の動植物の特徴を記述するだけでなく、前述のように挿絵をも描いている。さらに、その産地についても詳細に記述しており、巻一から六までの地誌と併せて生態学的・生態地理学的な地方動植物誌となっている。江戸時代の本草学者による自然誌が、個々の動植物を記載し、本草綱目に従って排列する記載分類学の域を出なかったことと比べると、こうした群山記の特色から伴存の稀有さが判明する。

## 写本と書誌
群山記には以下に述べるとおり、3点の写本が知られている。このうち、伴存自筆と推定されるのは、伴存門弟の堀田龍之介の所蔵していた『和州吉野郡群山記』1本のみで、他の写本は自筆稿からの異本である。しかし、それら異本は、著者自身が一度も用いなかった「名山図志」なる語を書名としたり、正しくは「志」とすべきところを「誌」と書き誤るといった書誌学的な過誤だけでなく、学術的な博物誌であるにもかかわらず名所案内として解題するなど問題の多いものである。

### 和州吉野郡群山記
伴存門弟の堀田の所蔵していたもので、堀田本と呼ばれる。筆跡などから伴存自筆本と見られ、伴存の遺族から譲り受けたものと考えられている。
美濃紙に表裏墨付9行行書で書かれ、引用は楷書細字で区別されている。各冊は紙縒で綴じられている。全巻の目録によれば7巻となっているが、7巻目の和州吉野郡物産志は上下2巻のため、実際には8巻である。物産志では産地としてただ地名を注記するのみであり、第1巻から6巻を参照するようにできている。

### 吉野郡名山図志
国立国会図書館蔵の5巻5冊本。東京の加賀豊三郎所蔵本から、白井光太郎が1916年（大正5年）に写本を作らせたものであることから白井本とも呼ばれる。堀田本と構成が異なり、原本にない図を加えたところもあり、「名山図志」という書名も伴存自身が採った物ではない。しかし、内容上堀田本の写本であることは確実である。

### 和州吉野郡名山図志および吉野群山記
天理図書館蔵。個人旧蔵書で白井本と同じ本からの写本で、内容もほぼ一致する。しかし、名山図志の題にふさわしいものにしようとしたためか、紀州藩の南画家の野呂九一郎の筆による「台山踄歴略記」なる文章が付されているが、南画調の山岳絵は違和感が否めない。また、挿絵の模写も、模写者の技術を誇示しようとしたためか原画の歪曲との感を与えるものが混じっており、特に弥山から釈迦ヶ岳にかけての図ではそのことが明瞭である。

## 活字本
- 平井 良朋編、1984、『日本名所風俗図会 奈良の巻』、角川書店（日本名所風俗図会第9巻） pp.432-523. - 『吉野郡名山図志』の題で所収。翻刻底本は『吉野郡名山図志』（国立国会図書館本）および『和州吉野郡名山図志』（天理大学本）である[26]。
- 御勢 久右衛門、1998、『和州吉野郡群山記 - その踏査路と生物相』、東海大学出版会 ISBN 4486014200 - 白井本を基礎とし、堀田本（伴存自筆本）と校合したもの[27]。他に『金嶽草木志』および文献リストを含む。

## 文献
- 上野益三、1989、『博物学史論集』、八坂書房
- 御勢 久右衛門、1998、『和州吉野郡群山記 - その踏査路と生物相』、東海大学出版会 ISBN 4486014200
- 杉本つとむ、1985、『江戸の博物学者たち』、青土社 → 2006、講談社（講談社学術文庫） ISBN 9784061597648
- 奈良県史編集委員会、1990、『奈良県史 動物・植物』、名著出版（奈良県史第2巻） ISBN 4626013902
- 平井 良朋、1984、「吉野郡名山図志」、平井編『日本名所風俗図会 奈良の巻』、角川書店（日本名所風俗図会第9巻） pp.612-614.